# Президентские выборы на Украине (1991)
Президентские выборы на Украине (укр. Вибори Президента України 1991) — первые выборы Президента Украины после провозглашения независимости 24 августа 1991 года. 
Выборы президента состоялись 1 декабря того же года одновременно с референдумом о независимости Украины. Все кандидаты выступали за суверенитет республики. C результатом 61,59 % победу одержал Леонид Кравчук. По состоянию на 2020 год среди всех президентов Украины Леонид Кравчук занимает первое место по абсолютному количеству голосов, однако в процентном соотношении уступает Владимиру Зеленскому.

## Избирательное законодательство
Для того чтобы быть зарегистрированным кандидатом, человек должен был собрать 100 000 подписей до 31 октября 1991 года. Более девяноста человек объявили себя кандидатами в президенты, но только семь из них собрали необходимое количество подписей к назначенной дате. Верховная рада выдавала кандидатам по 75 000 рублей на избирательную кампанию, количество пожертвований на неё не должно было превышать 150 000 рублей.
Список кандидатов, собравший 100 000 подписей к 31 октября
| № | Кандидат             | Субъект выдвижения                                    | Участвовал(-а) в выборах    |
| - | -------------------- | ----------------------------------------------------- | --------------------------- |
| 1 | Леонид Кравчук       | Независимый                                           | Да                          |
| 2 | Вячеслав Черновол    | Народный рух Украины                                  | Да                          |
| 3 | Левко Лукьяненко     | Украинская республиканская платформа                  | Да                          |
| 4 | Владимир Гринёв      | выдвинут Партией демократического возрождения Украины | Да                          |
| 5 | Игорь Юхновский      | Независимый                                           | Да                          |
| 6 | Леопольд Табурянский | Народная партия Украины                               | Да                          |
| 7 | Александр Ткаченко   | Социалистическая партия Украины                       | Нет (снял свою кандидатуру) |

## Предвыборная кампания
На фоне распада СССР, 18 апреля председатель Верховного Совета Украинской ССР Леонид Кравчук получил от парламента право формировать правительство, что стало первым шагом к президентской власти. 24 августа 1991 года парламент объявил Украину независимым государством. 27 ноября на Кравчука было совершено покушение. Выдвижение кандидатов началось 1 сентября 1991 года. Основными конкурентами Кравчука были председатель Львовского областного совета Вячеслав Черновол и лидер Украинской республиканской партии Левко Лукьяненко.
Предвыборные программы кандидатов были согласованы по большинству вопросов. Все из них выступали за независимость и укрепление государственности Украины, основанного на верховенстве закона и уважении прав и свобод человека. Кравчук, являвшийся фаворитом выборов, рассматривал Украину как 12 самоуправляющихся экономических зон и предлагал программу, называвшуюся «Державность. Демократия. Достаток. Духовность. Доверие». Крайние левые и правые испытывали недоверие к кандидату. Перед голосованием Кравчуку оказал поддержку президент США Джордж Буш-старший, который назвал его «чудесным человеком и мудрым политиком». Черновола в основном поддерживали национально-демократические силы, а Юхоновского — интеллигенция.
В целом для избирателей выборы президента были второстепенным событием после референдума о независимости. В период распада СССР Кравчук поменял свои мнение и сменил позицию с просоветской на националистическую, о чём заявил Черновол, отвечая на вопрос журналистов чем его программа отличается от программы Кравчука: «Почти ничем, кроме того, что моей программе 30 лет, а его — три месяца».
Во время кампании все кандидаты имели доступ к СМИ, однако сторонники Черновола утверждали, что Кравчук получает больше освещения, чем любой другой кандидат (по данным Комиссии по безопасности и сотрудничеству в Европе Кравчук и Ткаченко суммарно получили 63% эфира). 29 ноября на республиканском телевидении состоялся круглый стол кандидатов в президенты. Во время избирательной кампании все кандидаты путешествовали по Украине, продвигая свои кандидатуры.

## Социология
| Дата опроса/Кандидат | Кравчук | Черновол |
| Ноябрь 1991 года     | <30     | ~15      |

## Результаты
По итогам выборов победу одержал Леонид Кравчук, победивший во всех регионах, кроме трёх областей Западной Украины, жители которых проголосовали за Вячеслава Черновола. Успех Кравчука был обусловлен сильным имиджем опытного руководителя, по предварительным данным он набирал от 55 до 60% голосов, официальный результат составил 61,59%.
| Кандидат                          | Голосов    | %       |
| --------------------------------- | ---------- | ------- |
| Леонид Кравчук                    | 19 643 481 | 61,59%  |
| Вячеслав Черновол                 | 7 420 727  | 23,27%  |
| Левко Лукьяненко                  | 1 432 556  | 4,49%   |
| Владимир Гринёв                   | 1 329 758  | 4,17%   |
| Игорь Юхновский                   | 554 719    | 1,74%   |
| Леопольд Табурянский              | 182 713    | 0,57%   |
| Против всех                       | 1 327 788  | 4,17%   |
| Всего                             | 31 891 742 | 100,00% |
| Зарегистрировано избирателей/Явка | 37 885 555 | 81,14%  |
| Источник:                         |            |         |

### Результаты кандидатов по регионам
Черновол убедительно победил в трёх областях западной Украины: Львовской, Ивано-Франковской и Тернопольской. В Черновицкой области Черновол уступил Кравчуку менее одного процента. Во всех остальных регионах достаточно уверенно победил Кравчук.
| Регион                     | Кравчук | Черновол | Лукьяненко | Гринёв | Юхновский | Табурянский |
| -------------------------- | ------- | -------- | ---------- | ------ | --------- | ----------- |
| Автономная Республика Крым | 56,63   | 8,03     | 1,93       | 9,43   | 0,9       | 0,86        |
| Винницкая область          | 72,34   | 18,21    | 3,26       | 1,39   | 1,62      | 0,36        |
| Волынская область          | 51,65   | 31,39    | 8,90       | 0,83   | 3,25      | 0,34        |
| Днепропетровская область   | 69,74   | 18,15    | 2,47       | 3,24   | 1,21      | 1,85        |
| Донецкая область           | 71,47   | 9,59     | 3,11       | 10,96  | 0,93      | 0,71        |
| Житомирская область        | 77,59   | 13,97    | 3,30       | 1,12   | 1,08      | 0,35        |
| Закарпатская область       | 58,03   | 27,58    | 4,98       | 1,32   | 2,83      | 0,39        |
| Запорожская область        | 74,73   | 12,98    | 3,07       | 3,87   | 1,32      | 0,65        |
| Ивано-Франковская область  | 13,70   | 67,10    | 11,81      | 0,56   | 3,32      | 0,14        |
| Киевская область           | 65,99   | 21,23    | 5,62       | 1,68   | 1,51      | 0,48        |
| Кировоградская область     | 74,77   | 15,55    | 3,54       | 1,66   | 1,06      | 0,55        |
| Луганская область          | 76,23   | 9,94     | 2,01       | 6,75   | 0,74      | 0,52        |
| Львовская область          | 11,50   | 75,86    | 4,70       | 0,83   | 4,43      | 0,18        |
| Николаевская область       | 72,33   | 15,06    | 2,26       | 5,63   | 0,69      | 0,39        |
| Одесская область           | 70,69   | 12,83    | 2,77       | 8,38   | 1,13      | 0,52        |
| Полтавская область         | 75,05   | 13,63    | 4,21       | 2,46   | 1,26      | 0,61        |
| Ровненская область         | 53,07   | 25,65    | 13,38      | 0,80   | 3,57      | 0,43        |
| Сумская область            | 72,35   | 14,73    | 3,88       | 2,53   | 1,81      | 0,52        |
| Тернопольская область      | 16,79   | 57,45    | 19,60      | 0,43   | 3,19      | 0,18        |
| Харьковская область        | 60,85   | 19,66    | 2,08       | 10,90  | 0,97      | 0,44        |
| Херсонская область         | 70,23   | 18,13    | 2,23       | 3,27   | 0,97      | 0,54        |
| Хмельницкая область        | 75,46   | 15,40    | 3,25       | 1,19   | 1,56      | 0,42        |
| Черкасская область         | 67,14   | 25,03    | 1,96       | 1,35   | 0,98      | 0,38        |
| Черновицкая область        | 43,56   | 42,67    | 4,40       | 1,42   | 1,97      | 0,42        |
| Черниговская область       | 74,15   | 12,34    | 6,69       | 1,46   | 0,9       | 0,4         |
| Киев                       | 56,13   | 26,71    | 6,36       | 3,54   | 3,53      | 0,54        |
| Севастополь                | 54,68   | 10,93    | 1,80       | 8,38   | 0,89      | 0,84        |
| Украина                    | 61,59   | 23,27    | 4,49       | 4,17   | 1,74      | 0,57        |

## Инаугурация Кравчука
5 декабря состоялась инаугурация избранного президента Украины Леонида Кравчука. Первая инаугурация положила начало традиции, согласно которой президент произносит присягу, положив одну руку на Конституцию, а другую на Пересопницкое Евангелие. На момент первой церемонии Конституции независимой Украины ещё не было (она была принята в 1996 году), поэтому Кравчук присягал на конституции советских времен. Позже Кравчук рассказал о том, что первая церемония не праздновалась: «Мы не праздновали инаугурацию, не было никаких застолий и выпивки. Мы в то время мыслили немного иначе — на повестке дня была жизнь Украины, мы из советского переходили в независимое государство».